# Maud Duff
Pour les articles homonymes, voir Duff.
Maud Duff (3 avril 1893 - 14 décembre 1945), comtesse de Southesk, est la petite-fille du roi britannique Édouard VII. Maud et sa sœur aînée, Alexandra, ont la particularité d'être les seules descendantes de la lignée féminine d'un souverain britannique à s'être vu officiellement accordé le titre de princesse et le prédicat d'altesse,. Malgré le fait qu'elles ne sont pas les filles d'un duc royal, elles sont parfois officieusement mentionnées avec la désignation territoriale de Fife mais dans les documents officiels, mais jusqu'à leurs mariages, elles sont toujours appelées Son Altesse la princesse Maud ou Alexandra, sans la désignation territoriale « de Fife ».
Bien que la princesse Maud n'ait pas effectué d'engagements royaux, en raison de sa position dans l'ordre de succession du Commonwealth, elle est conseillère d'État entre 1942 et 1945.

## Jeunesse
Maud est née à East Sheen Lodge, Richmond-upon-Thames dans le Surrey, le 3 avril 1893. Son père est Alexander Duff, 1er duc de Fife. Il est élevé du titre de comte à celui de duc de Fife après son mariage avec la mère de Maud, la princesse Louise du Royaume-Uni, fille aînée du futur roi Edouard VII.
Maud et sa sœur sont les seules à descendre à la fois de Guillaume IV (par sa maîtresse Dorothea Jordan), et de la nièce de Guillaume IV, la reine Victoria, qui lui a succédé parce qu'il n'a laissé aucun successeur légitime.

## Princesse

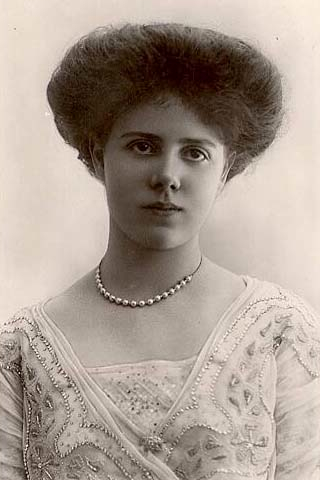
La princesse Maud de Fife à l'adolescence.

En 1900, la reine Victoria accorde à son père un deuxième duché de Fife dans la pairie du Royaume-Uni en prévoyant la succession des filles du duc et de leurs descendants masculins au titre, à défaut d'un héritier mâle. Maud devient alors l'héritière en second du duché, après sa sœur aînée Alexandra, et ses descendants finiront par succéder à la pairie.
En tant qu'arrière-petite-fille en ligne féminine d'un monarque britannique, Maud n'a pas droit au titre de princesse du Royaume-Uni ni au prédicat Son Altesse Royale. Au lieu de cela, elle est appelée Lady Maud Duff, comme la fille d'un duc. Elle est sixième dans la lignée de succession au trône britannique au moment de sa naissance.
Le 9 novembre 1905, le roi Édouard VII nomme Louise, sa fille aînée, « Princesse royale ». Par la suite, il ordonne que Maud et sa sœur reçoivent le titre d'altesses et de princesses.
Maud prend part à la procession des membres de la famille royale lorsqu'elle assiste aux funérailles d'Edouard VII en 1910 (elle est appelée par la London Gazette « Son Altesse la Princesse Maud » et sa sœur « Son Altesse la Princesse Alexandra », toutes deux sans la désignation territoriale « de Fife »). Elle assiste aussi au couronnement de son oncle, George V, le 22 juin 1911 avec la famille royale.
Elle fait partie de la procession des membres de la famille royale aux funérailles de George V en 1936 ; à cette occasion, elle est appelée par la London Gazette « Lady Maud Carnegie ». Elle assiste également au couronnement de son cousin germain, le roi George VI en mai 1937, prenant part à la procession des membres de la famille royale, mais pas à la procession des princes et princesses du sang royal (contrairement à sa sœur la princesse Alexandra, qui est mariée au prince Arthur de Connaught), et est officiellement appelée Lady Maud Carnegie.

## Mariage
Le 13 novembre 1923, Maud épouse Charles, Lord Carnegie (23 septembre 1893-  16 février 1992) à la Chapelle militaire royale de Wellington Barracks, Londres. Lord Carnegie est le fils aîné de Charles Carnegie, 10e comte de Southesk et hérite du titre de comte de Southesk à la mort de celui-ci le 10 novembre 1941.
Maud et son mari exploitent une ferme modèle à Elsick House, dans le Kincardineshire, en Écosse. Ils ont un enfant, James (23 septembre 1929 - 22 juin 2015).

## Dernières années
La princesse Maud apparaît souvent à la Cour de Saint-James avec la famille royale, bien qu'elle n'exerce pas de fonctions officielles ou publiques. Pendant l'absence de George VI en Afrique en 1943, Maud est conseillère d'État. Au moment de sa mort en 1945, elle est treizième dans l'ordre de succession du trône britannique et héritière présumée du duché de Fife, puisque le seul fils de sa sœur, Alastair Windsor, 2e duc de Connaught et Strathearn, est mort en 1943. Le fils unique de Maud, James, Lord Carnegie, succède à sa tante comme 3e duc de Fife en 1959. Il succède aux titres de son père en 1992.
La princesse Maud meurt dans une clinique londonienne le 14 décembre 1945 des suites d'une bronchite aiguë.

## Titulature
- 3 avril 1893 - 9 novembre 1905 : Lady Maud Duff
- 9 novembre 1905 - 12 novembre 1923 : Son Altesse la princesse Maud
- 12 novembre 1923 - 10 novembre 1941 : Lady Maud Carnegie
- 10 novembre 1941 - 14 décembre 1945 : La très honorable comtesse de Southesk

Bien que toujours autorisée à utiliser sa titulature princière après son mariage, Maud Duff décide de s'en passer.